# Kystjegerkommandoen

Wappen der Einheit

Das Kystjegerkommandoen (deutsch Küstenjägerkommando) ist eine amphibische Spezialeinheit der norwegischen Marine. Zu ihren Hauptaufgaben gehören die littorale Kriegführung, also der Einsatz in Ufernähe, Kommandoeinsätze und die asymmetrische Kriegführung. Die Kystjeger entsprechen der Marineinfanterie.
Ende der 1990er Jahre kam es im norwegischen Militär zu einer Umstrukturierung der Küstenverteidigung. Der Wegfall großer Teile der Festungssysteme und Küstenartillerie machte es notwendig, eine militärische Einheit aufzustellen, die in der Lage ist, den Schutz der norwegischen Küstengebiete zu gewährleisten. Daher wurde ab 2001 mit der Bildung des Kystjegerkommandoen begonnen. In der Phase der Aufstellung trainierten die Küstenjäger mit Einheiten der norwegischen (Marinejegerkommandoen) und den amerikanischen, deutschen und niederländischen Kampfschwimmern. Das Kystjegerkommandoen meldete am 17. August 2005 offiziell seine Einsatzbereitschaft. Seitdem hat sich die Truppe vor allem auf Einsätze im Spektrum der Nachrichtengewinnung und Aufklärung spezialisiert.

## Operationen
Im Herbst 2007 nahmen Teile des Kystjegerkommandoen neben deutschen und lettischen Kräften an der Operation Harekate Yolo in der Provinz Faryab in Afghanistan teil. Sie trugen dabei den Hauptteil der Kampfhandlungen gegen die zunehmend stärker auftretenden Taliban.
Im November 2007 begleiteten norwegische Küstenjäger Einheiten der Afghanischen Nationalarmee und deren amerikanischen Berater in der Provinz Badghis während einer Kampfoperation und bewahrten die Afghanen mittels Aufklärung vor einem Hinterhalt der Taliban. Dafür erhielten sie die Army Commendation Medal des US-Verteidigungsministeriums.